# Квантова гідродинаміка
Квантова гідродинаміка — у фізиці конденсованих середовищ в основному вивчення гідродинамічних систем, які демонструють квантово-механічні властивості. Вони виникають у напівкласичній механіці при вивченні металевих і напівпровідникових пристроїв, і в цьому випадку вони виводяться з рівняння переносу Больцмана в поєднанні з розподілом квазіймовірностей Вігнера. У квантовій хімії вони виникають як розчини хімічних кінетичних систем, і в цьому випадку вони виводяться з рівняння Шредінгера за допомогою рівнянь Маделунга.
Важливою системою дослідження квантової гідродинаміки є надтекучість. Деякі інші теми, що цікавлять квантову гідродинаміку, — це квантова турбулентність, квантовані вихори, другий і третій звуки та квантові розчинники. Рівняння квантової гідродинаміки — це рівняння в механіці де Бройля — Бома, яке, як виявляється, має математичний зв’язок із класичною динамікою рідини (див. рівняння Маделунга).
Деякі загальні експериментальні застосування цих досліджень стосуються рідкого гелію (3He і 4He), внутрішньої частини нейтронних зірок і кварк-глюонної плазми. У сфері квантової гідродинаміки працювало багато відомих учених, зокрема Річард Фейнман, Лев Ландау та Петро Капиця.